# Françoise Rosay
Françoise Rosay, echte naam Françoise Gilberte Bandy de Nalèche, (Parijs, 19 april 1891 - Montgeron, 28 maart 1974) was een Franse actrice. 
Ze wordt beschouwd als een van de grote dames van de Franse cinema. Haar carrière duurde meer dan zestig jaar. Ze was gehuwd met filmregisseur Jacques Feyder met wie ze drie kinderen had. 

## Leven en werk

### Afkomst en opleiding
Françoise Rosay werd geboren als het natuurlijk kind van een bekende actrice en een graaf die haar pas in 1938 officieel erkende.
Toen ze net zoals haar moeder een carrière als actrice voor ogen had, stuitte ze op de tegenstand van haar moeder die meende dat ze daartoe niet  de geschikte kwaliteiten had. Koppig zette ze haar zin door en ging ze lessen volgen aan het Conservatoire national de Paris waar ze een eerste prijs behaalde. Ze nam er eveneens zanglessen en debuteerde in de opera in 1916.

### Eerste stappen in de filmwereld en ontmoeting met Jacques Feyder
In de filmwereld was ze voor het eerst te zien in Falstaff (1911) van de veelfilmer Henri Desfontaines. Vervolgens werkte ze mee aan het tiendelige feuilleton  Les Vampires (1915) van de filmpionier Louis Feuillade. In de opnamestudio's ontmoette ze de Belgische acteur Jacques Feyder die datzelfde jaar besloot zelf filmregisseur te worden. Hij vroeg haar als actrice voor zijn eerste korte films. Het klikte tussen beiden en ze huwden in 1917. Ze speelde mee in het merendeel van zijn films. Tot aan het einde van de periode van de stomme film werkte ze bijna exclusief voor Feyder, de laatste stomme film van René Clair niet te na gesproken.

### Hollywood en glorietijd in de Franse jaren dertig
In 1928 vergezelde ze Feyder naar de Verenigde Staten waar hij in Hollywood zijn geluk ging beproeven. Ze kreeg er de gelegenheid om onder meer met Buster Keaton samen te spelen. In 1933 keerde het koppel terug naar Frankrijk.
Rosay bereikte het toppunt van haar kunnen halverwege de jaren dertig. Met Feyder draaide ze achtereenvolgens de drama's Le Grand Jeu (1934), Pension Mimosas (1935) en Les Gens du voyage (1938).  De in het 17e-eeuwse Vlaanderen gesitueerde satire La Kermesse héroïque (1935) vulde het rijtje aan. Daarnaast vertolkte ze de hoofdrol in de eerste twee films van Marcel Carné, het drama  Jenny (1936) en de komedie Drôle de drame (1937). Ze schitterde ook in Un carnet de bal (1937), een drama uit de topperiode van Julien Duvivier.

### Jaren veertig en vijftig: internationale carrière
In 1940 werkte ze een tijd voor de Weerstand door vanuit Londen radioboodschappen in te spreken. Na de Tweede Wereldoorlog verdeelde ze haar tijd tussen Franse films en anderstalige producties, waarbij haar grondige kennis van onder meer het Engels en het Duits goed van pas kwam. Zo werd ze gevraagd door gevestigde waarden als Basil Dearden, Otto Preminger, Douglas Sirk en Martin Ritt. In Frankrijk speelde ze de hoofdrol in het donkere drama Macadam (1946) waarvan Feyder artistiek raadgever was. Vermeldenswaardige prenten uit die tijd waren de tragikomedies Le Mystère Barton (1948), de enige film van Charles Spaak, de scenarist van Feyders belangrijkste films, en L'Auberge rouge (1951) waarin ze met veel bravoure een moordlustige hoteluitbaatster vertolkte die uit was op de centen van haar klanten. Met cineast Claude Autant-Lara werkte ze nog meerdere keren samen. In het komisch-avontuurlijke Le Banquet des fraudeurs (1952), de enige fictiefilm van Henri Storck, nam ze deel aan het kat-en-muisspelletje tussen dieven en gendarmen in een Belgisch grensdorp tijdens de begindagen van de Benelux. 

### Jaren zestig en vroege jaren zeventig: de nadagen
In de nadagen van haar carrière deden voornamelijk gedegen vaklui zoals Denys de La Patellière, Gilles Grangier, Pierre Granier-Deferre en Jean Delannoy een beroep op haar talenten. Haar laatste film was het drama Der Fußgänger uit 1973. Een jaar later overleed ze op 82-jarige leeftijd. 

## Filmografie (selectie)
- 1911 - Falstaff (Henri Desfontaines)
- 1915 - Les Vampires (Louis Feuillade)
- 1916 - Têtes de femmes, femmes de tête (Jacques Feyder) (middellange film)
- 1916 - La Trouvaille de Buchu (Jacques Feyder) (korte film)
- 1916 - Le Billard cassé (Jacques Feyder) (korte film)
- 1917 - L'instinct est maître (Jacques Feyder)
- 1917 - Abrégeons les formalités (Jacques Feyder) (korte film)
- 1917 - Les Vieilles Femmes de l'hospice (Jacques Feyder) (korte film)
- 1917 - Le Bluff (Jacques Feyder) (korte film)
- 1918 - Le Frère de lait (Jacques Feyder) (korte film)
- 1918 - La Faute d'orthographe (Jacques Feyder) (korte film)
- 1922 - Crainquebille (Jacques Feyder)
- 1925 - Gribiche (Jacques Feyder)
- 1929 - Les Deux Timides (René Clair)
- 1930 - Si l'empereur savait ça (Jacques Feyder)
- 1931 - The Little Cafe (Ludwig Berger)
- 1931 - La Femme en homme (Augusto Genina)
- 1931 - Buster se marie (Edward Brophy en Claude Autant-Lara)
- 1932 - La Pouponnière (Jean Boyer)
- 1933 - Remous (Edmond T. Gréville)
- 1933 - Coralie et Cie (Alberto Cavalcanti)
- 1934 - Le Grand Jeu (Jacques Feyder)
- 1935 - La Kermesse héroïque (Jacques Feyder)
- 1935 - Pension Mimosas (Jacques Feyder)
- 1935 - Marchand d'amour (Edmond T. Gréville)
- 1936 - Le Secret de Polichinelle (André Berthomieu)
- 1936 -  Jenny  (Marcel Carné)
- 1937 - Drôle de drame (Marcel Carné)
- 1937 - Un carnet de bal (Julien Duvivier)
- 1937 - Mein Sohn, der Herr Minister (Veit Harlan)
- 1938 - Le Ruisseau (Claude Autant-Lara en Maurice Lehmann)
- 1938 - Les Gens du voyage (Jacques Feyder)
- 1938 - Le Joueur d'échecs (Jean Dréville)
- 1940 - Elles étaient douze femmes (Georges Lacombe)
- 1942 - Une femme disparaît (Jacques Feyder)
- 1944 - The Halfway House (Basil Dearden)
- 1945 - Johnny Frenchman (Charles Frend)
- 1946 - Macadam (Marcel Blistène en Jacques Feyder)
- 1948 - Saraband for Dead Lovers (Basil Dearden)
- 1948 - Le Mystère Barton (Charles Spaak)
- 1949 - On n'aime qu'une fois (Jean Stelli)
- 1949 - Donne senza nome (Femmes sans nom) (Géza von Radványi)
- 1950 - September Affair (William Dieterle)
- 1950 - Maria Chapdelaine (Marc Allégret)
- 1951 - The 13th Letter (Otto Preminger)
- 1951 - L'Auberge rouge (Claude Autant-Lara)
- 1952 - Les Sept Péchés capitaux (anthologiefilm, episode L'Orgueil van Claude Autant-Lara)
- 1952 - Le Banquet des fraudeurs (Henri Storck)
- 1954 - La Reine Margot (Jean Dréville)
- 1955 - That Lady (Terence Young)
- 1955 - Ragazze d'oggi (Luigi Zampa)
- 1957 - The Seventh Sin (Ronald Neame)
- 1957  - Interlude (Douglas Sirk)
- 1958 - Le Joueur (Claude Autant-Lara)
- 1958 - Me and the colonel (Peter Glenville)
- 1959 - The Sound and the Fury (Martin Ritt)
- 1959 - Du rififi chez les femmes (Alex Joffé)
- 1959 - Les Yeux de l'amour (Denys de La Patellière)
- 1960 - Die Gans von Sedan (Helmut Kaütner)
- 1960 - Le Bois des amants (Claude Autant-Lara)
- 1961 - Le cave se rebiffe (Gilles Grangier)
- 1962 - Pourquoi Paris? (Denys de La Patellière)
- 1965 - Up from the Beach (Robert Parrish)
- 1965 - La Métamorphose des cloportes (Pierre Granier-Deferre)
- 1967 - La Vingt-cinquième Heure (Henri Verneuil)
- 1968 - Faut pas prendre les enfants du bon Dieu pour des canards sauvages (Michel Audiard)
- 1972 - Trois milliards sans ascenseur (Roger Pigaut)
- 1972 - Pas folle la guêpe (Jean Delannoy)
- 1973 - Der Fußgänger (Maximilian Schell)